# Берніна (пік)
Берніна або Піц Берніна (ромш. Piz Bernina) — гора у Ретійських Альпах (Східних Альпах), неподалік від Санкт-Моріца, кантон Граубюнден, Швейцарія.
Її висота — 4048,6 м н. р. м. Берніна є найвищою вершиною Східних Альп і гірської групи Берніна, а також кантону Граубюнден. Це найсхідніша гора висотою понад 4000 м в Альпах і одна з п'яти найвідоміших вершин.
Назву горі було дано в 1850 р. Йоханом Коацем (нім. Johann Coaz) за назвою перевалу Берніна.

## Географія

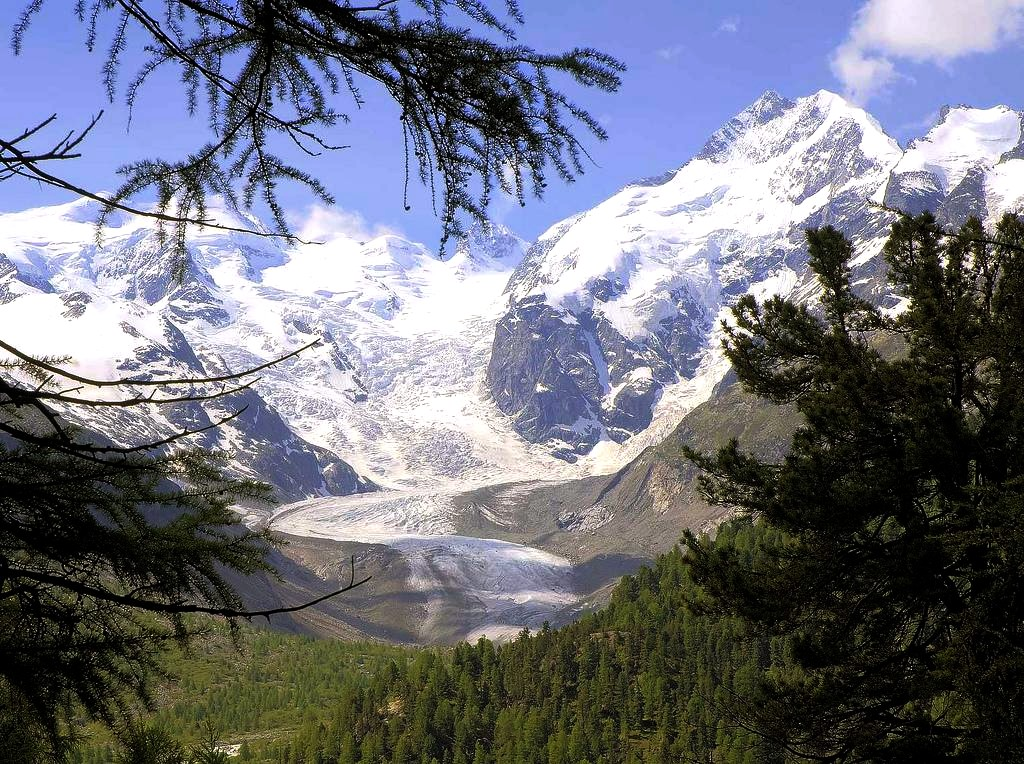
Піц Берніна і льодовик Мортерач

Піц Берніна — одна з ізольованих вершин-четиритисячників в Альпах. Це найвища точка групи вершин, які трохи не досягають по висоті 4000 м н. р. м. і є частиною головного вододілу між Швейцарією і Італією (таких як Піц Скерський, Піц Цупо і Піц Палю). Єдина вершина вище 4000 м — Ла Спедла («Плече») — знаходиться південніше гори Піц Берніна, і також є найвищою точкою на італійському боці масиву.
Піц Берніна розділяє дві льодовикові долини — льодовика Чиєрва на заході і льодовика Мортерач на сході. Сток вод з обох цих сторін гори здійснюється в басейн річки Інн. З півдня Піц Берніна розділяє басейни річок Дунай (Чорне море) і По (Адріатичне море). Вершина Піц Берніна є найвищою точкою басейну річки Дунай.

## Геологія
Піц Берніна складений з діоритів і габбро. Гірський масив Берніна також складений із гранітів (Піц Корвач, Піц Палю).

## Альпінізм

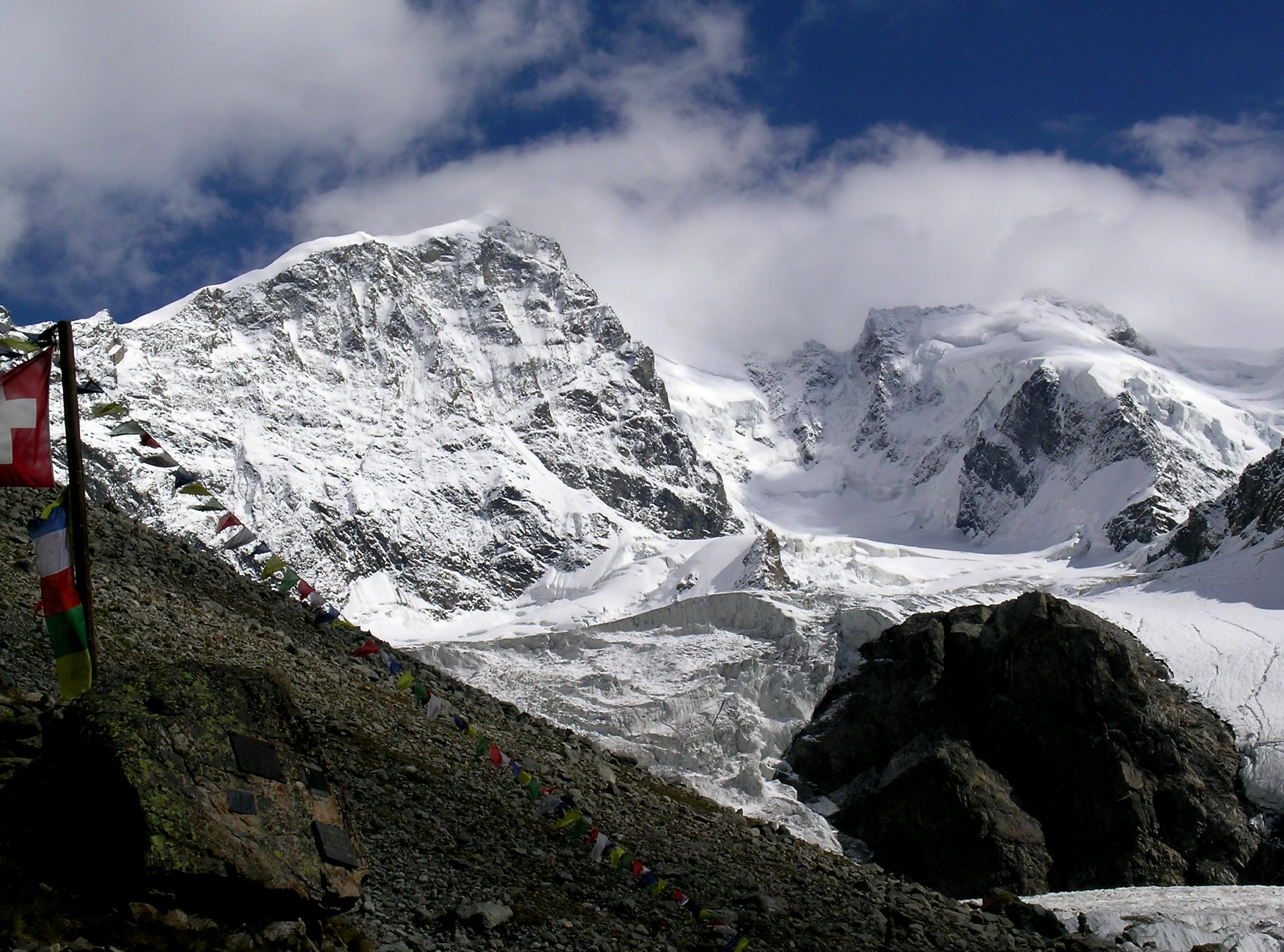
Піц Берніна із заходу

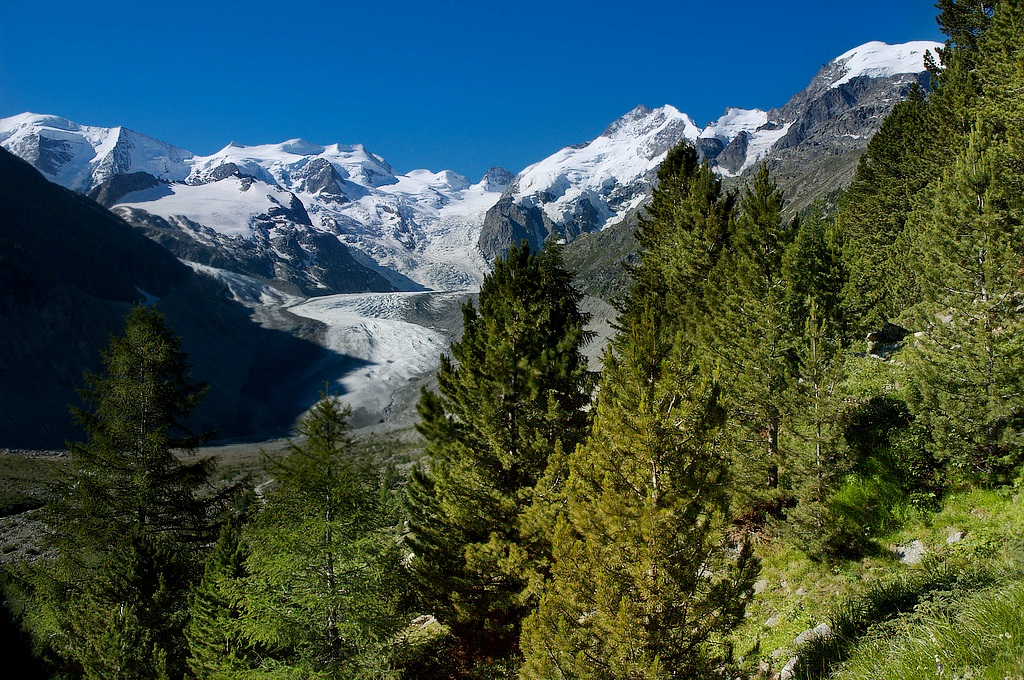
Вид з соснового і модринового лісу на льодовик Мортерач

Перше сходження на Піц Берніна було здійснено 13 вересня 1850 р. 28-річним топографом із Куру Йоханом Коацем із помічниками — братами Йоном і Лоренцем Чамерами по східному гребеню.
13 вересня 1850 року, о 6-й годині ранку, вони вийшли з хижі Берніна (2 050 метрів н.р.м.), взявши з собою вимірювальне спорядження. Вони траверсували «Лабіринт» (зону тріщин на льодовику Мортерач) і попрямували до перевалу Фуоркла Краст Агюцца (Fuorcla Crast'Agüzza), сідловини між вершинами Краст' Агюцца і піком Берніна. Вони досягли вершини біля 6-ї години вечора.
У 1866 р. Френсіс Фокс Таккет і Ф. А. Браун з провідниками Крістіаном Алмере і Ф. Андерметтеном здійснили сходження південним гребенем, що йде від вершини Ла Спедла. Вони почали підйом опівночі від хатини Альпе Фоппа (Alpe Foppa) на італійській стороні, досягли вершини об 11-й годині ранку, і спустилися в Понтерзіну всього кількома годинами пізніше.
Першу спробу сходження північним гребенем Бьянкограт (Biancograt) було зроблено 12 серпня 1876 р. Х. Кордьє і Т. Мідлмо з провідниками Й. Яуном і К. Маурером. Вони успішно досягли вершини гребеня, Піц Альв, але коли вони побачили прірву, яка лежить між ними і вершиною Піц Берніна, вони вирішили, що їх досвіду недостатньо для проходження такого складного маршруту. Вони повернулися назад по гребеню Бьянкограт. Кордьє надалі заявляв, що прірва була «абсолютно непрохідною».
Рівне двома роками пізніше Пауль Гюссфельдт (нім. Paul Güssfeldt) з провідниками Х. Грассом і Й. Гроссом, зійшли на вершину по Бьянкограт і здійснили перше повне проходження цього маршруту. Перше зимове сходження було здійснено 15 березня 1929 р. К. Колмусом з провідниками К. Грассом і У. Грассом. Щоб виграти парі на суму 200 CHF, Герман Буль піднявся на вершину Піц Берніна від хатини Боваль за 6 год; потім він спустився північним гребенем лише за 15 хв, встановивши рекорд.

## Загибли на піку Берніна
- 1970: Ролло Девідсон (нім. Rollo Davidson)

## Туризм

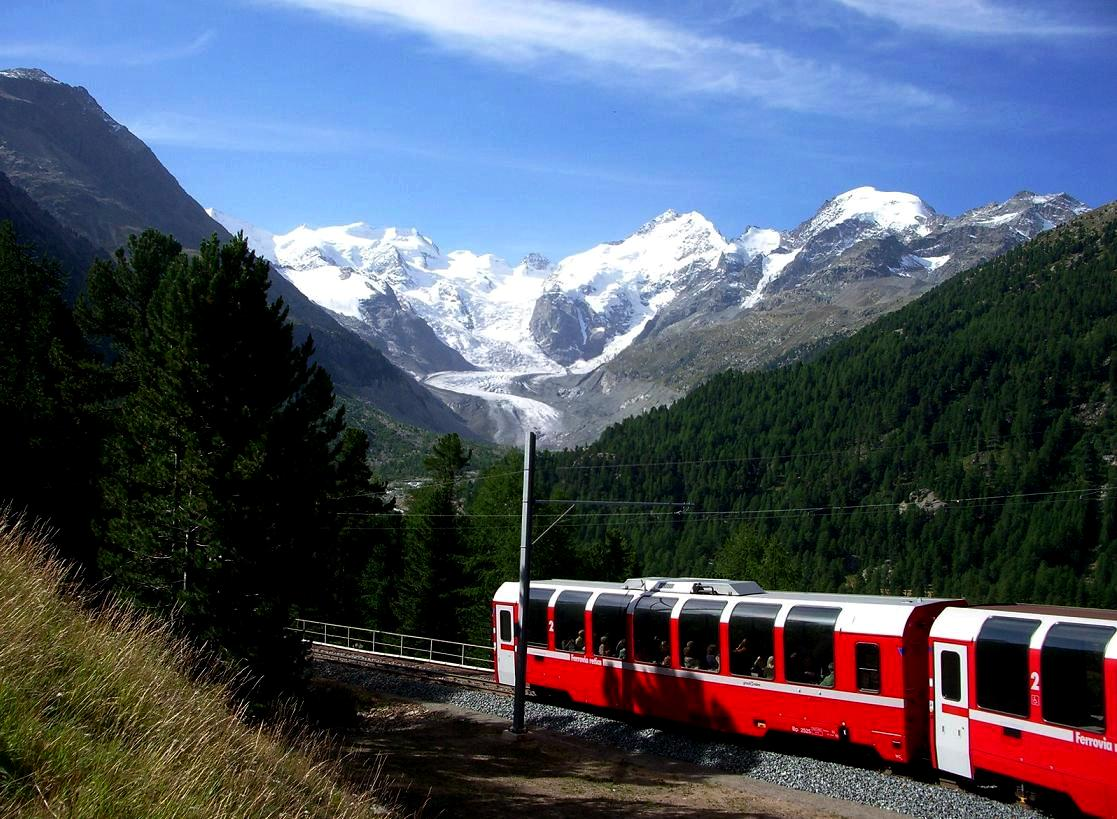
Піц Берніна і Берніна Експрес

Піц Берніна є найвищою горою Енгадину і розташований недалеко від курортів Санкт-Моріц і Понтрезіна. За допомогою канатних доріг на Дьяволеццє, піках Корвач і Наїр, гору можна спостерігати з різних боків. Потяг «Берніна Експрес» («Bernina Express») з'єднує Санкт-Моріц з південною долиною Вальпоск'яво через перевал Берніна.

## Панорама

Панорама з Дьяволєци. З ліва направо: Піц Палю, Беллавіста, Краст Агюцца (маленька скельна вершина в центрі), Піц Берніна і Піц Мортерач

### Ресурси Інтернету
- Вікісховище має мультимедійні дані за темою: Берніна (пік)
- Піц Берніна на SummitPost [Архівовано 10 жовтня 2008 у Wayback Machine.]
- Peakware.com [Архівовано 15 грудня 2014 у Wayback Machine.]
- Інтерактивна панорама Санкт-Моріцу і вид на Піц Берніна з гелікоптера[недоступне посилання з квітня 2019]